# ガッシャーブルムIV峰
ガッシャーブルムIV峰（Gasherbrum IV）は、中国とパキスタンの間のカラコルム山脈・ガッシャーブルム山塊にある山。標高7,925mで、世界で17番目に高い。山頂は、中国とパキスタンとの国境上にある。
「ガッシャーブルム」はチベット語で「輝く峰」の意味であるといわれることが多いが、実際はバルティ語（現地のチベット語方言）で「美しい山」（"rgasha" （美しい） + "brum" （山））を意味する。

## 登山史
- 1958年 - イタリア隊のワルテル・ボナッティとカルロ・マウリが初登頂。
- 1985年 - ヴォイテク・クルティカとロベルト・シャウアーが西壁の初登攀に成功。ただし悪天候と極度の疲労により登頂は断念した。

|  |